# Appendicospora coryphae
Appendicospora coryphae är en svampart som först beskrevs av Rehm, och fick sitt nu gällande namn av K.D. Hyde 1995. Appendicospora coryphae ingår i släktet Appendicospora, ordningen kolkärnsvampar, klassen Sordariomycetes, divisionen sporsäcksvampar och riket svampar.   Inga underarter finns listade i Catalogue of Life.